# Doliops villalobosi
Doliops villalobosi là một loài bọ cánh cứng trong họ Cerambycidae.